# Ruder-Weltmeisterschaften 1999
Die Ruder-Weltmeisterschaften 1999 wurden vom 22. bis 29. August 1999 auf dem Royal Canadian Henley Rowing Course in St. Catharines, Kanada unter dem Regelwerk des Weltruderverbandes (FISA) ausgetragen. In 24 Bootsklassen wurden dabei Ruder-Weltmeister ermittelt. An dem Wettbewerb nahmen 944 Sportler in rund 350 Mannschaften aus 56 Nationen teil. Die zweite Austragung der Ruder-Weltmeisterschaften in St. Catharines nach 1970 war gleichzeitig der Hauptqualifikationswettbewerb für die olympische Ruderregatta 2000 in Sydney.

## Ergebnisse
Hier sind die Medaillengewinner aus den A-Finals aufgelistet. Diese waren mit sechs Booten besetzt, die sich über Vor- und Hoffnungsläufe sowie Halbfinals für das Finale qualifizieren mussten. Die Streckenlänge betrug in allen Läufen 2000 Meter.

### Männer
| Bootsklasse                                  | Gold | Gold    | Silber | Silber  | Bronze | Bronze  |
| -------------------------------------------- | --- | ------- | --- | ------- | --- | ------- |
| Einer (M1x)                                  | Neuseeland Rob Waddell | 6:36,68 | Schweiz Xeno Müller | 6:40,96 | Kanada Derek Porter | 6:43,99 |
| Leichtgewichts-Einer (LM1x)                  | Dänemark Karsten Nielsen | 6:47,97 | Tschechien Michal Vabroušek | 6:51,14 | Ungarn Gergely Kokas | 6:53,14 |
| Doppelzweier (M2x)                           | Slowenien Iztok Čop Luka Špik | 6:04,37 | Deutschland Sebastian Mayer Stefan Roehnert | 6:06,15 | Norwegen Fredrik Bekken Olaf Tufte | 6:06,20 |
| Leichtgewichts-Doppelzweier (LM2x)           | Italien Michelangelo Crispi Leonardo Pettinari | 7:12,46 | Australien Bruce Hick Hamish Karrasch | 7:15,95 | Deutschland Ingo Euler Bernhard Rühling | 7:18,80 |
| Doppelvierer (M4x)                           | Deutschland Marco Geisler Andreas Hajek Stephan Volkert André Willms | 6:24,37 | Ukraine Oleh Lykow Oleksandr Martschenko Leonid Schaposchnykow Oleksandr Saskalko                                                                          | 6:27,39 | Australien Jason Day Duncan Free Peter Hardcastle Stuart Reside | 6:28,20 |
| Leichtgewichts-Doppelvierer (LM4x)           | Italien Simone Forlani Daniele Gilardoni Franco Sancassani Mauro Baccelli | 6:27,71 | Deutschland Manuel Brehmer Franz Mayer Dennis Niemeyer Thorsten Schmidt                                                                                    | 6:32,41 | Irland Neal Byrne James Lindsay-Fynn Noel Monahan Gearóid Towey | 6:32,81 |
| Zweier ohne Steuermann (M2-)                 | Australien Drew Ginn James Tomkins | 6:19,00 | Frankreich Michel Andrieux Jean-Christophe Rolland | 6:22,21 | Kroatien Oliver Martinov Ninoslav Saraga | 6:24,86 |
| Leichtgewichts-Zweier ohne Steuermann (LM2-) | Italien Stefano Basalini Paolo Pittino | 7:28,35 | Chile Miguel Cerda Silva Christian Yantani Garces | 7:29,05 | Irland Neville Maxwell Tony O’Connor | 7:29,18 |
| Zweier mit Steuermann (M2+)                  | Vereinigte Staaten James Neil Philip Henry Nicholas Anderson (Stm.) | 6:48,56 | Deutschland Jörg Dießner Enrico Schnabel Felix Erdmann (Stm.)                                                                                              | 6:48,81 | Argentinien Damian Ordas Walter Balunek Patricio Mouche (Stm.) | 6:56,07 |
| Vierer ohne Steuermann (M4-)                 | Vereinigtes Königreich Ed Coode James Cracknell Matthew Pinsent Steven Redgrave                                                                                               | 5:48,57 | Australien Ben Dodwell Boden Hanson Geoffrey Stewart James Stewart                                                                                         | 5:50,11 | Italien Lorenzo Carboncini Riccardo Dei Rossi Valter Molea Carlo Mornati | 5:51,41 |
| Leichtgewichts-Vierer ohne Steuermann (LM4-) | Dänemark Eskild Ebbesen Thomas Ebert Victor Feddersen Thomas Poulsen | 6:45,63 | Australien Darren Balmforth Simon Burgess Anthony Edwards Robert Richards                                                                                  | 6:47,15 | Frankreich Jean-David Bernard Xavier Dorfman Yves Hocdé Laurent Porchier | 6:47,35 |
| Vierer mit Steuermann (M4+)                  | Vereinigte Staaten Jake Wetzel Tom Murray Daniel Protz Garrett Klugh Sean Mulligan (Stm.)                                                                                     | 6:38,31 | Vereinigtes Königreich Rick Dunn Jonathan Searle Jonny Singfield Graham Smith Alistair Potts (Stm.)                                                        | 6:40,18 | Rumänien Ovidiu Cornea Vasile Măstăcan Valentin Robu Nicolae Țaga Dumitru Răducanu (Stm.)                                                                                      | 6:41,89 |
| Achter (M8+)                                 | Vereinigte Staaten Bryan Volpenhein Robert Kaehler Peter Collins Tom Welsh Michael Wherley Jeffrey Klepacki Garrett Miller Christian Ahrens Pete Cipollone (Stm.)             | 6:01,58 | Vereinigtes Königreich Bob Thatcher Ben Hunt-Davis Fred Scarlett Louis Attrill Luka Grubor Kieran West Timothy Foster Steve Trapmore Rowley Douglas (Stm.) | 6:03,27 | Russland Sergei Matwejew Alexander Litwinzew Dmitri Kowaljow Wladimir Wolodenkow Andrei Gluchow Nikolai Aksjonow Pawel Melnikow Dmitri Rosinkewitsch Alexander Lukjanow (Stm.) | 6:04,64 |
| Leichtgewichts-Achter (LM8+)                 | Vereinigte Staaten John Cashman Kevin Cotter Eric Den Besten Tinholt Sean Kammann Christopher Kerber William Plifka Gregory Ruckman Nicholas Tripician Alexey Salamini (Stm.) | 5:34,43 | Vereinigtes Königreich Phil Baker Gareth Davis Ned Kittoe Mike Louzado James McGarva Nicholas Strange Aidan Tucker David Webb Christian Cormack (Stm.)     | 5:36,08 | Italien Lorenzo Bertini Filippo Dodero Stefano Fraquelli Carlo Grande Andrea Lupini Salvatore Messina Marco Paniccia Bruno Pasqualini Antonio Cirillo (Stm.)                   | 5:36,93 |

### Frauen
| Bootsklasse                                  | Gold | Gold    | Silber | Silber  | Bronze | Bronze  |
| -------------------------------------------- | --- | ------- | --- | ------- | --- | ------- |
| Einer (W1x)                                  | Belarus Kazjaryna Karsten | 7:11,68 | Deutschland Katrin Rutschow | 7:14,70 | Bulgarien Rumjana Nejkowa | 7:17,02 |
| Leichtgewichts-Einer (LW1x)                  | Schweiz Pia Vogel | 7:33,80 | Vereinigte Staaten Lisa Schlenker | 7:34,99 | Argentinien María Garisoain | 7:35,81 |
| Doppelzweier (W2x)                           | Deutschland Kathrin Boron Jana Thieme | 6:41,98 | Volksrepublik China Liu Lin Zhang Xiuyun | 6:45,99 | Niederlande Pieta van Dishoeck Eeke van Nes | 6:46,18 |
| Leichtgewichts-Doppelzweier (LW2x)           | Rumänien Constanța Burcică Camelia Macoviciuc | 8:12,67 | Vereinigte Staaten Christine Collins Sarah Garner | 8:16,30 | Australien Virginia Lee Sally Newmarch | 8:19,88 |
| Doppelvierer (W4x)                           | Deutschland Maren Derlien Meike Evers Kerstin Kowalski Manuela Lutze                                                                                                 | 7:06,53 | Ukraine Jana Kramarenko Switlana Masij Tetjana Ustjuschanina Olena Ronschyna                                                                                     | 7:09,98 | Russland Oxana Dorodnowa Julija Lewina Larissa Merk Olga Samulenkowa                                                                                              | 7:11,64 |
| Leichtgewichts-Doppelvierer (LW4x)           | Vereinigte Staaten Molly Brock Mary Angie Cummins Sara Den Besten Sherri Kiklas                                                                                      | 7:17,82 | Deutschland Angelika Brand Maja Darmstadt Anna Kleinz Christine Morawitz                                                                                         | 7:20,19 | Kanada Nathalie Benzing Tracy Duncan Katrina Scott Renata Troc | 7:33,57 |
| Zweier ohne Steuerfrau (W2-)                 | Kanada Theresa Luke Emma Robinson | 7:00,85 | Deutschland Elke Hipler Kathleen Naser | 7:02,77 | Australien Kate Slatter Rachael Taylor | 7:03,83 |
| Leichtgewichts-Zweier ohne Steuerfrau (LW2-) | Vereinigte Staaten Linda Muri Rachel Anderson | 8:31,11 | Vereinigtes Königreich Jane Hall Malindi Myers | 8:31,72 | Simbabwe Nicola Davies Jill Lancaster | 9:00,98 |
| Vierer ohne Steuerfrau (W4-)                 | Belarus Julija Bitschyk Alena Mikulitsch Wolha Trazeuskaja Marina Snak                                                                                               | 6:26,25 | Deutschland Sandra Goldbach Marita Scholz Mira van Daelen Sonja van Daelen                                                                                       | 6:28,29 | Vereinigte Staaten Sara Field Tristine Glick Wendy Wilbur Maite Urtasun                                                                                           | 6:31,15 |
| Achter (W8+)                                 | Rumänien Georgeta Andrunache Maria Magdalena Dumitrache Doina Ignat Ioana Olteanu Mărioara Popescu Doina Spîrcu Viorica Susanu Aurica Chiriță Elena Georgescu (Stf.) | 6:47,66 | Vereinigte Staaten Torrey Folk Amy Fuller Sarah Jones Katherine Maloney Amy Marie Martin Elizabeth McCagg Linda Miller Monica Tranel-Michini Rajanya Shah (Stf.) | 6:48,81 | Kanada Buffy-Lynne Williams Laryssa Biesenthal Alison Korn Theresa Luke Heather McDermid Emma Robinson Dorota Urbaniak Kubet Weston Lesley Thompson-Willie (Stf.) | 6:53,19 |

## Medaillenspiegel
| Platz | Land                   | Gold | Silber | Bronze | Gesamt |
| ----- | ---------------------- | ---- | ------ | ------ | ------ |
| 1     | Vereinigte Staaten     | 6    | 3      | 1      | 10     |
| 2     | Deutschland            | 3    | 7      | 1      | 11     |
| 3     | Italien                | 3    |        | 2      | 5      |
| 4     | Rumänien               | 2    |        | 1      | 3      |
| 5     | Belarus                | 2    |        |        | 2      |
| 5     | Dänemark               | 2    |        |        | 2      |
| 7     | Vereinigtes Königreich | 1    | 4      |        | 5      |
| 8     | Australien             | 1    | 3      | 3      | 7      |
| 9     | Schweiz                | 1    | 1      |        | 2      |
| 10    | Kanada                 | 1    |        | 3      | 4      |
| 11    | Neuseeland             | 1    |        |        | 1      |
| 11    | Slowenien              | 1    |        |        | 1      |
| 13    | Ukraine                |      | 2      |        | 2      |
| 14    | Frankreich             |      | 1      | 1      | 2      |
| 15    | Chile                  |      | 1      |        | 1      |
| 15    | Volksrepublik China    |      | 1      |        | 1      |
| 15    | Tschechien             |      | 1      |        | 1      |
| 18    | Argentinien            |      |        | 2      | 2      |
| 18    | Irland                 |      |        | 2      | 2      |
| 18    | Russland               |      |        | 2      | 2      |
| 21    | Bulgarien              |      |        | 1      | 1      |
| 21    | Kroatien               |      |        | 1      | 1      |
| 21    | Ungarn                 |      |        | 1      | 1      |
| 21    | Niederlande            |      |        | 1      | 1      |
| 21    | Norwegen               |      |        | 1      | 1      |
| 21    | Simbabwe               |      |        | 1      | 1      |
| Summe | Summe                  | 24   | 24     | 24     | 72     |